# Égés (tűzvédelem)

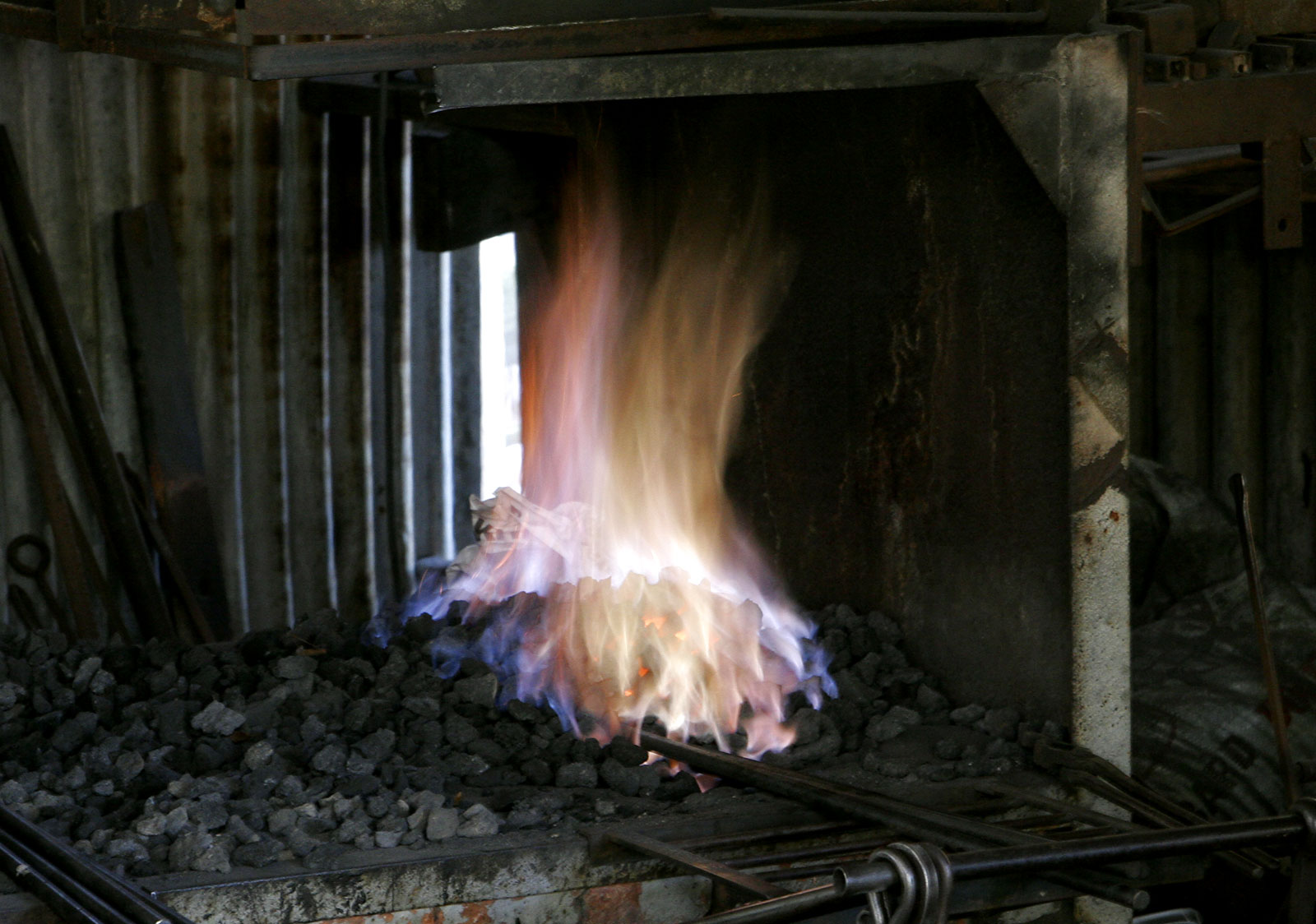
Kovácsműhely tűzhelye

Az égés a tűzvédelem értelmezése szerint a levegő oxigénjével történő egyesülése.

## Az égés feltételei
Az égéshez három alapfeltétel együttes megléte szükséges:
- az éghető anyag,
- az égést biztosító közeg (ami főként az oxidációt lehetővé tevő oxigén),
- az anyag gyulladási hőmérsékletét elérő hőmérséklet.

Az égés nem jöhet létre, ha nem egy időben és térben van jelen a három alapfeltétel. Vegyük észre azonban, hogy az égés akkor is létrejön, ha nincs gyújtóforrás, illetve láng az éghető anyag közelében (pl. öngyulladás). Ha a fenti feltételek teljesülnek, az égés mindenképpen beindul.
Az égés szükséges feltétele a hő. Az oxigént és az éghető anyagot fel kell melegíteni a gyulladási hőmérsékletre; ismeretes ugyanakkor, hogy a tűzoltás egyik lehetősége a hőelvonás (hűtés), amelyet egyes tüzeknél vízzel valósítunk meg.

## Az égés körülményei
- tökéletes égés: a jelenlévő összes komponens oxidációjához elegendő oxigén áll rendelkezésre. Sok anyag esetén az égés után visszamaradó anyag a hamu.
- tökéletlen égés: a rendelkezésre álló oxigén mennyisége nem elegendő a tökéletes égéshez, így gyakran további éghető égéstermékek keletkeznek. Például szerves anyagok ilyen fajta égése esetén jelentős mennyiségű szén. Innen ered a „szénné ég” kifejezés.

## Égéshő
Az anyagok égésekor felszabaduló energia jellemzője. Egységnyi mennyiségű éghető anyag tökéletes égésekor felszabaduló energia. A jellemző mennyiségeket általában táblázatos összeállításokból használják, ezen értékeket atmoszferikus nyomásra és 25 °C-ra vonatkoztatják.

## Égési sebesség
- lassú égés: mm/másodperc sebességű lineáris terjedési sebesség (pl. izzás), valamint a rothadás,  bomlás is egy lassú égési folyamat.
- normális égés: cm/másodperc sebességű
- gyors égés: dm/másodperc sebességű (pl. tűzveszélyes folyadék égése)
- robbanás: 100–12 000 m/másodperc sebességű, melyen belül lehet
  - explózió: 100–1 000 m/másodperc (pl.: lőpor)
  - detonáció: >1 000 m/másodperc (pl.: brizáns robbanóanyagok)

## Az égés szakaszai
1. Növekedési szakasz: az égés még csak a meggyulladás közvetlen környezetére korlátozódik. A szakasz végén következik be a teljes lángbaborulás (flashover)
2. Kifejlett tűz szakasza: az égés a térfogat egészére kiterjed
3. Hanyatlási szakasz: általános értelmezés szerint akkor beszélünk róla, ha a térfogat átlaghőmérséklete a csúcshőmérséklet 80%-ára csökken.[3]

## Az éghető anyag és az oxigén eloszlása
- diffúziós égés: az égő anyag és a levegő az égés előtt nincs keveredve, egymással szemben áramlanak és egy jól meghatározott felületen, a reakció zónában találkoznak egymással (pl. folyadék felületi égése)
- kevert égés: az éghető anyag és az oxigén már az égés előtt tökéletesen keveredik, (pl. gázrobbanás)

## Az égés külső megjelenése
Fény- és hőhatás jellemzi az égést. Minden anyagnak az égés során más és más hő jellemzője van és a láng színe is változik, ez a kettő szorosan összefügg és következtetéseket vonhatunk le belőle.
1. A láng (a füstgáz) magas hőmérsékletű anyagokat tartalmaz. Ezek termikus sugárzása a Wien-féle eltolódási törvény értelmében a hőmérséklettől függő színű, és spektruma folytonos.
2. A láng által gerjesztett részecskék jól meghatározott frekvencián sugároznak fényt. Ezek egy része az infravörös tartományba esik, de egyes elemek (fémek) a látható tartományban sugároznak. Ezek spektruma vonalas. Jellemző, és közismert az 589 nm hullámhosszúságú nátriumsárga (V. kationosztály)

## Égéstermékek
Az égés eredményeként különböző égéstermékek jönnek létre, ezeket is kétféle kategóriába soroljuk:
Tökéletes(sztöchiometrikus), és tökéletlen égéstermékek.
Tökéletes égéstermékek azok az anyagok, melyek már nem tartalmaznak további éghető elemeket, s ezáltal nem képesek az égésre. Pl:
- szilárd: hamu, salak
- gázokban eloszlatott finom folyadékcseppek: vízgőz
- gázokban eloszlatott finom szilárd anyagok: füst
- gázok: szén-dioxid, kén-dioxid

Tökéletlen égéstermékek azok az anyagok, melyek nem égtek el tökéletesen, és még lehetőségük van további égésre is. Pl:
- Szénmonoxid. Kinetikus/kevert (robbanás) égésre hajlamos gáz.
- Korom. Esélye van a felhalmozódott koromrétegnek a beizzásra (lassú égés).